# Nyugati szamócafa
A nyugati szamócafa (Arbutus unedo) a hangafélék (Ericaceae) családjába tartozó örökzöld fafaj. A család kevés, mészkedvelő fajainak egyike. Madrid címerében is megjelenik ábrázolása.
Azokon a területeken, ahol a görög szamócafával együtt fordul elő, könnyen kereszteződik. Hibridjük a platánkérgű szamócafa.
Rokona a kaliforniai szamócafa, amely azonban Észak-Amerika nyugati részén honos, és jóval magasabbra megnő.
Latin nevében az arbutus szó a kelta arbois szóból ered, jelentése szigorú erdő, az unedo jelentése pedig csak egyet eszem.

## Származási hely, élőhelye
Az atlanti partok mentén, DNY-Írországtól a mediterrán területekig.
Sziklás lejtők, cserjések növénye. Egyidejű virágzása és termése miatt nagy a díszítőértéke.

## Leírása
Terebélyes, 10 m magasra megnövő fa.
Kérge vörösbarna, érdes és repedezett, nem hámlik. A levelek keskenyek, elliptikusak vagy visszástojásdadok, 10 cm hosszúak, 5 cm szélesek, fogazottak. Felszínük erősen fényes és sötétzöld, fonákjuk világosabb. Mindkét oldaluk kopasz.
A virágok csupor alakúak, kicsik, fehérek vagy rózsásak. Bókoló, mintegy 5 cm hosszú, hajtásvégi fürtjeik ősszel az előző évi termések érésével egy időben nyílnak. A termése szederszerű, mirigyes, piros, 2 cm átmérőjű. Ősszel érik az előző évi virágokból.

## Felhasználása
Termése ehető, de lisztes íze, szemcsés állaga miatt nem igazán kellemes, inkább pálinka és befőtt formájában fogyasztják.
Nagyon finom szemcséjű fáját az asztalosok hasznosítják. Régebben bőr cserzésére is használták.
A levelek sok csersavat és arbutint tartalmaznak, melyek tisztítják a húgyutakat, és összehúzó hatásúak. Gyökérfőzete magas vérnyomás ellen hatásos.

## Képek

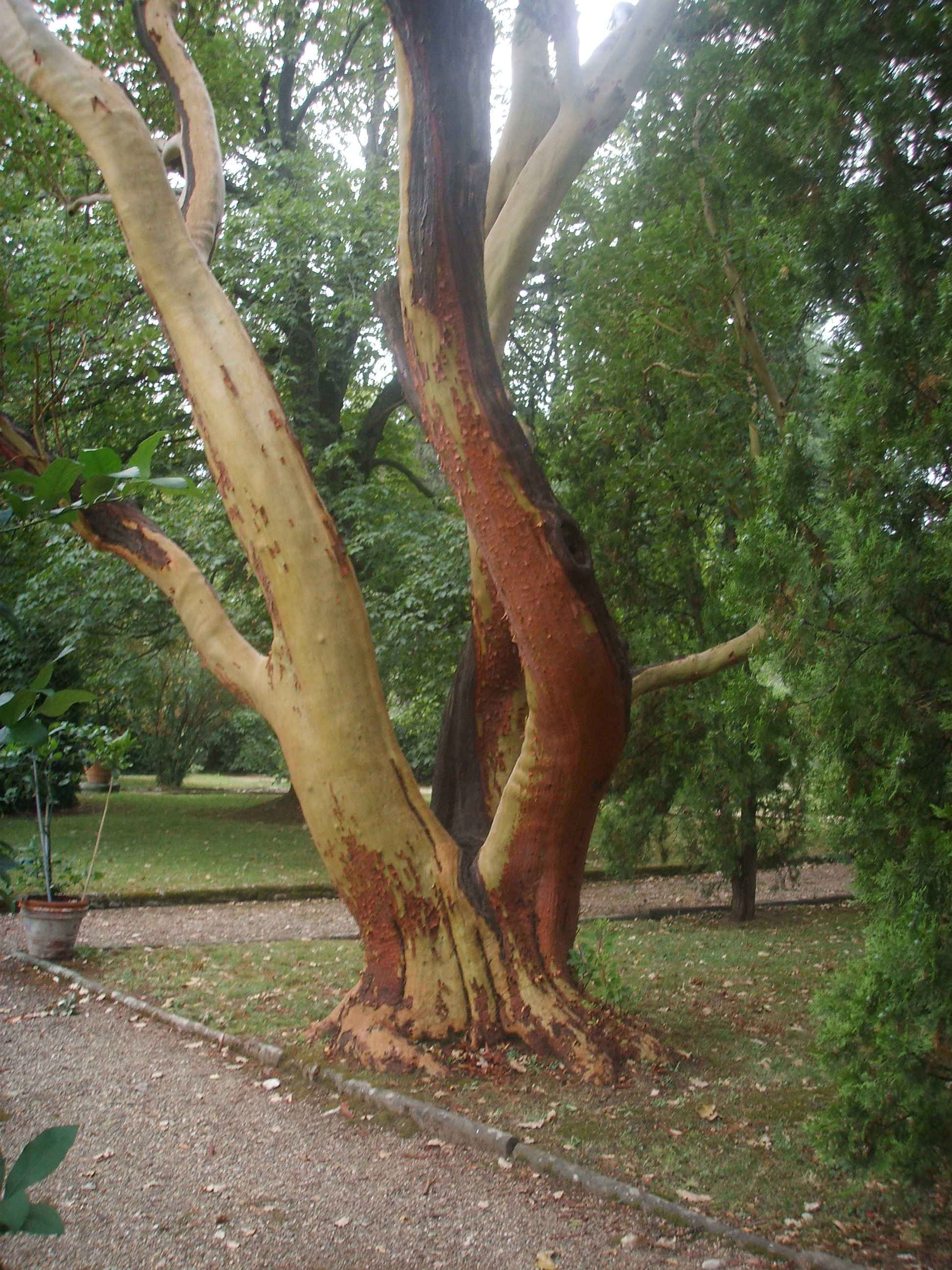
Törzse
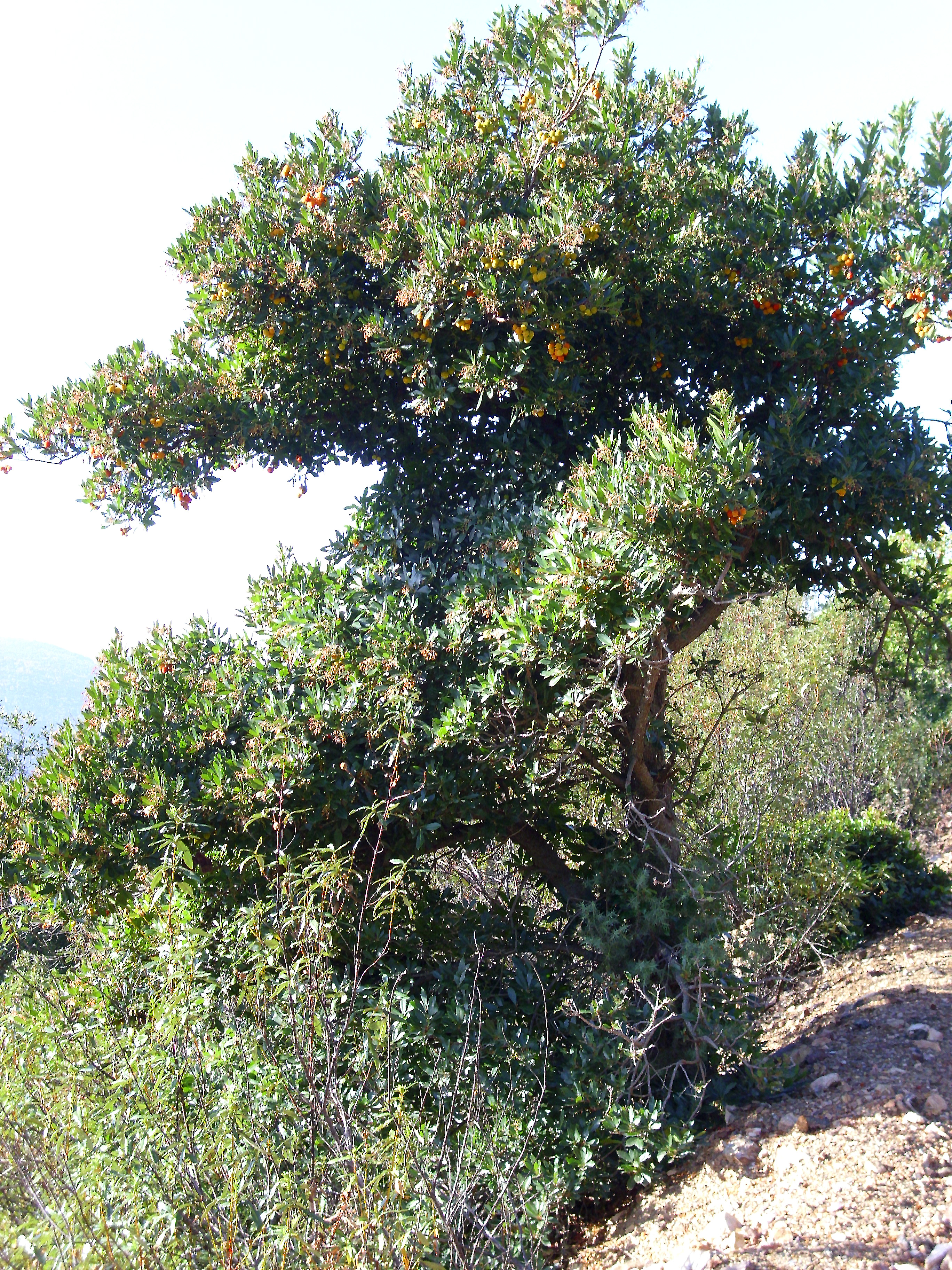
Habitusa
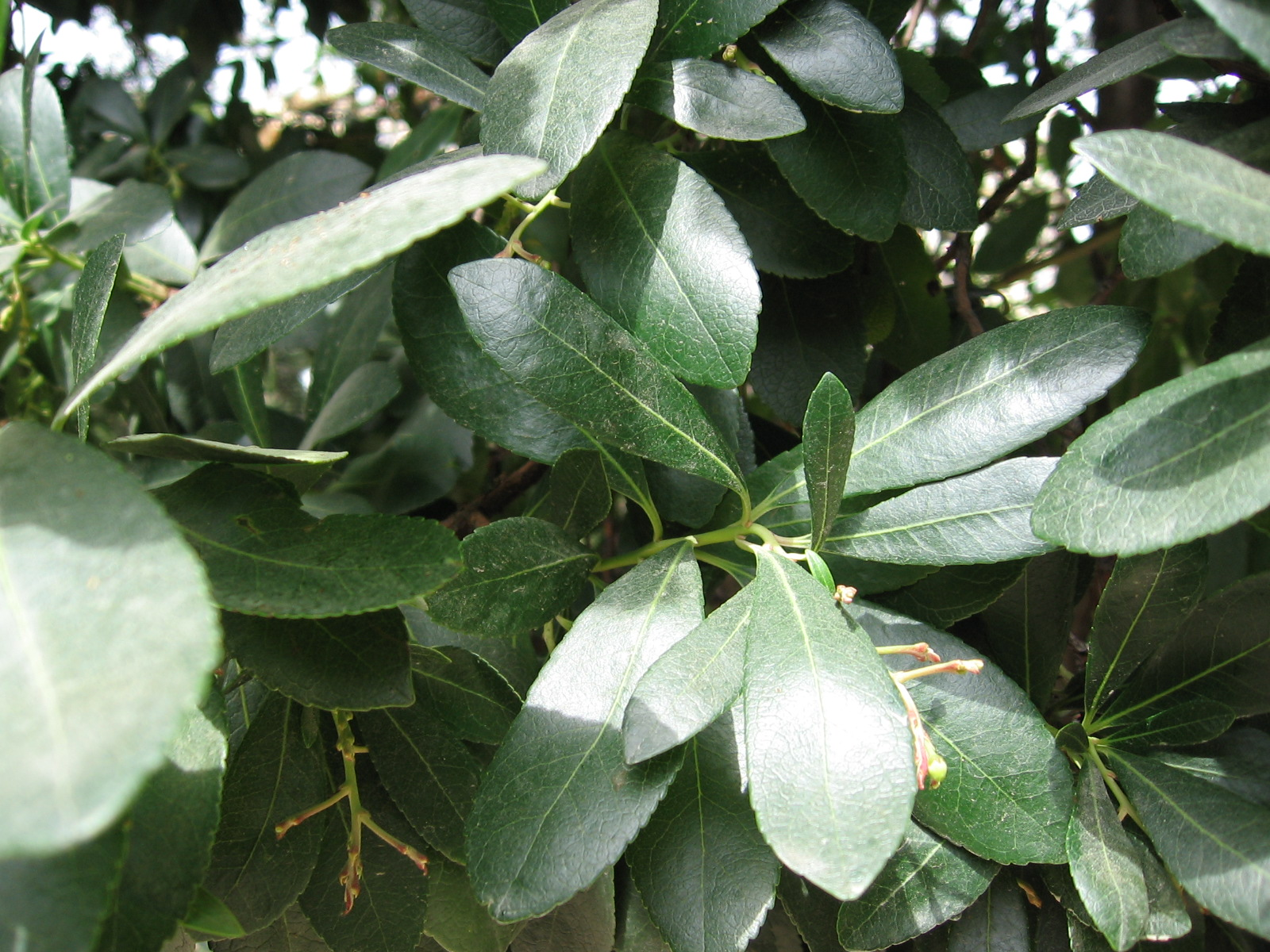
Örökzöld levelei
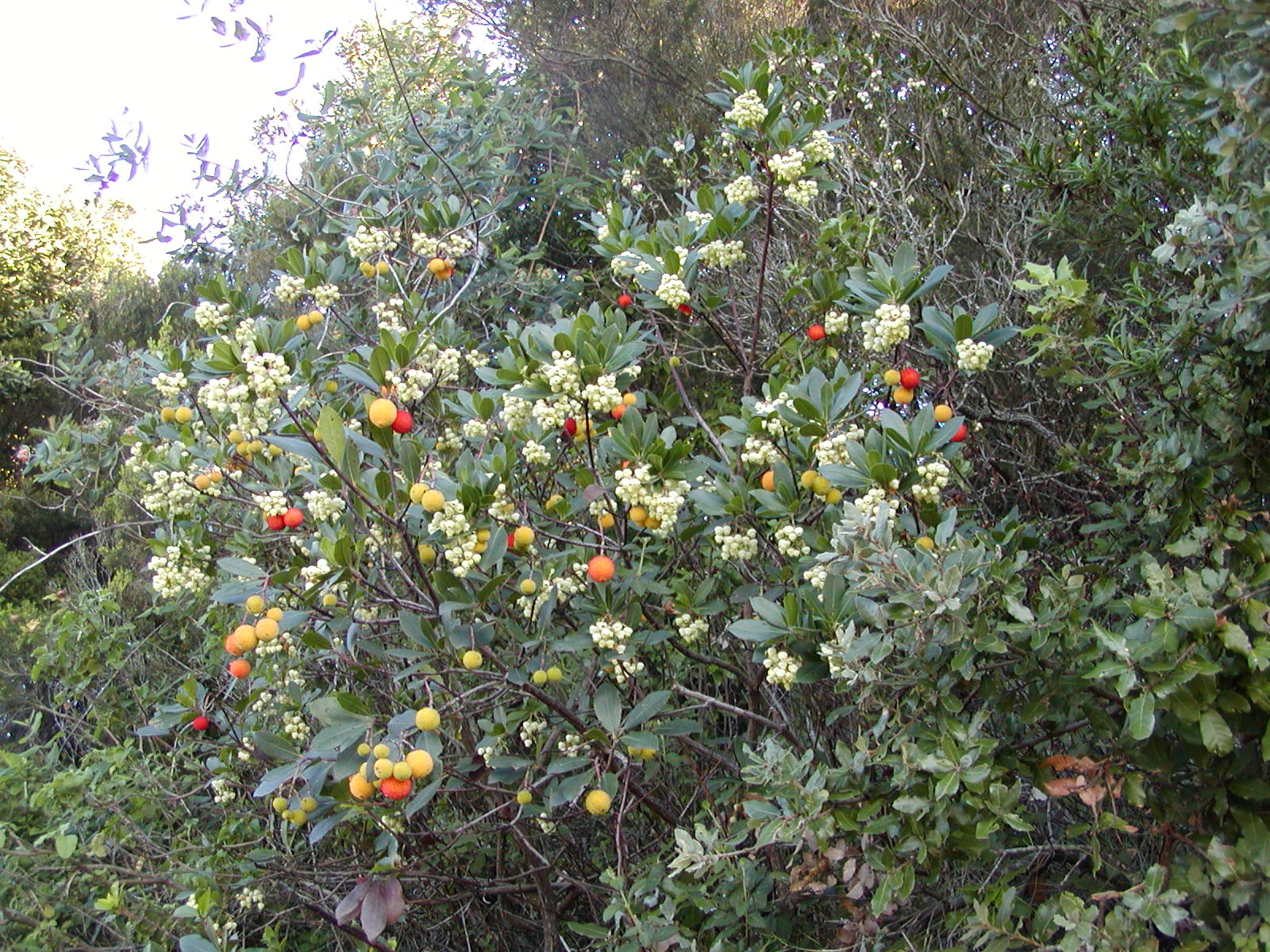
Virágai és termései együtt
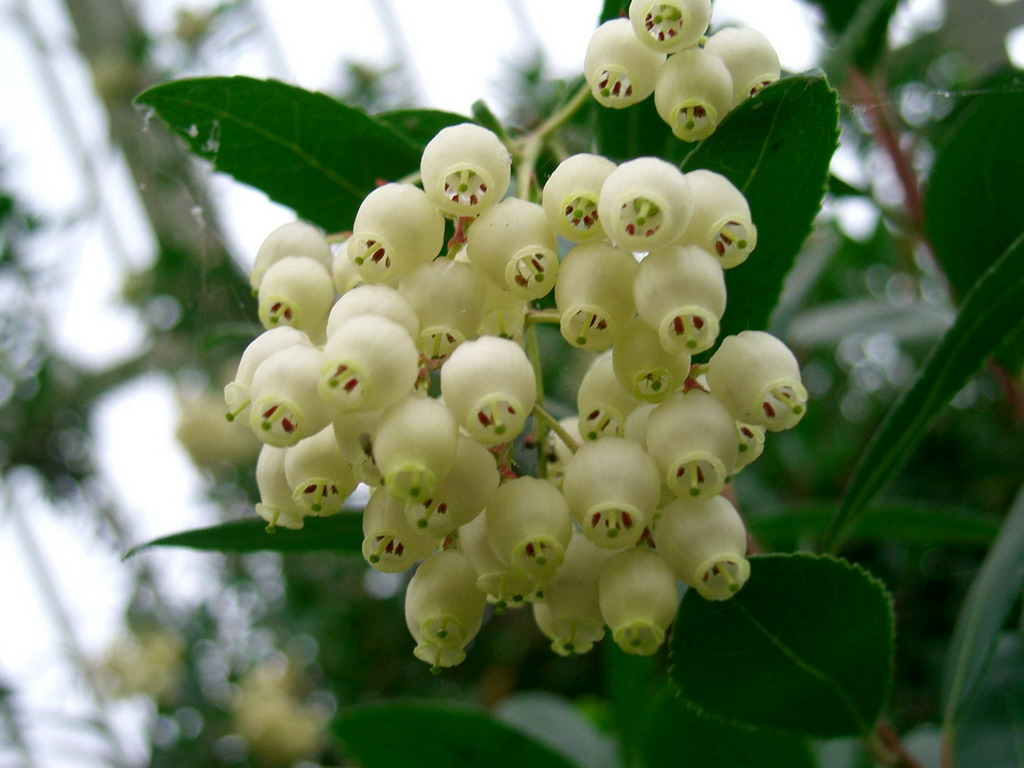
Virágai közelről
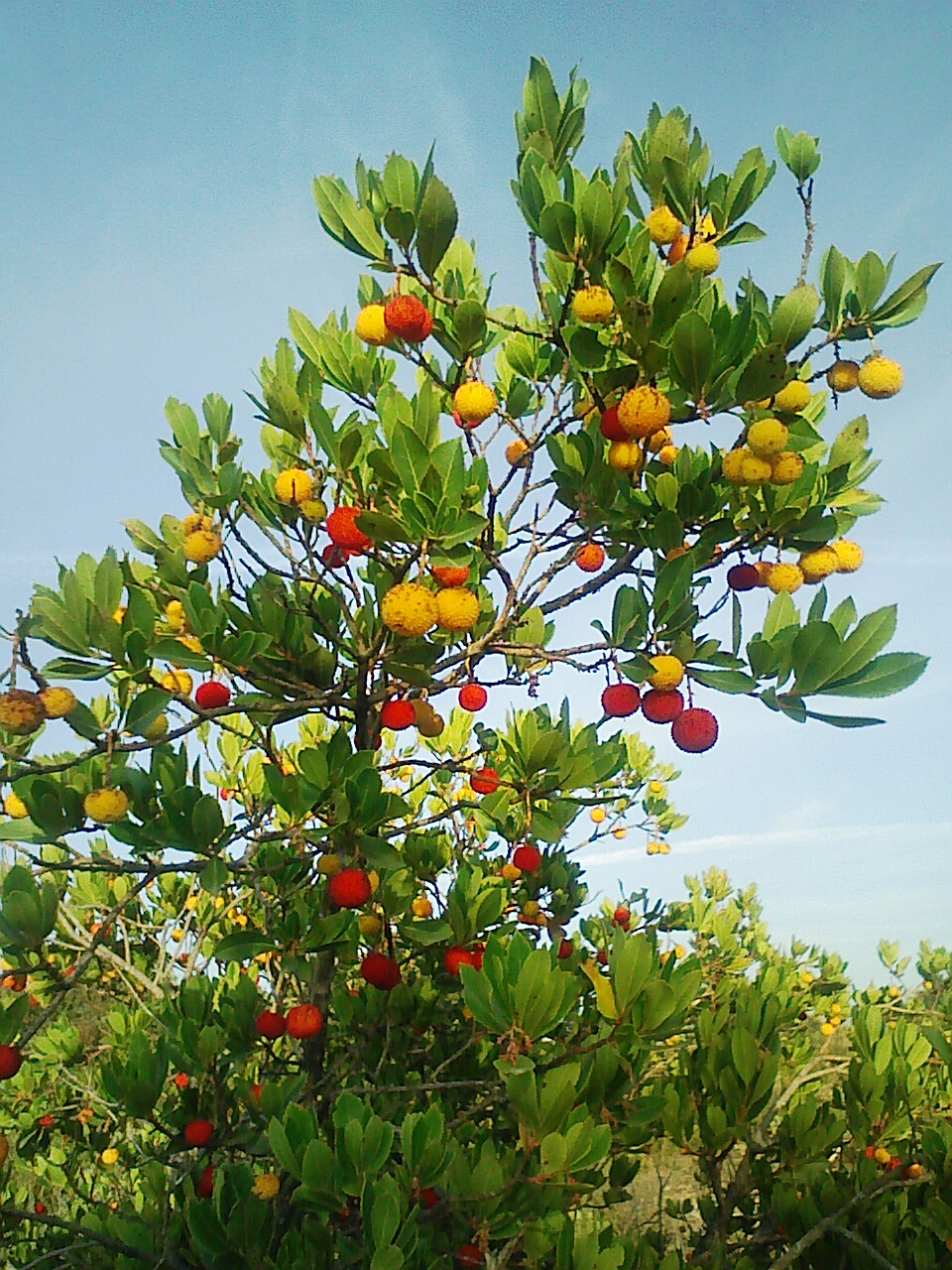
Mutatós termései
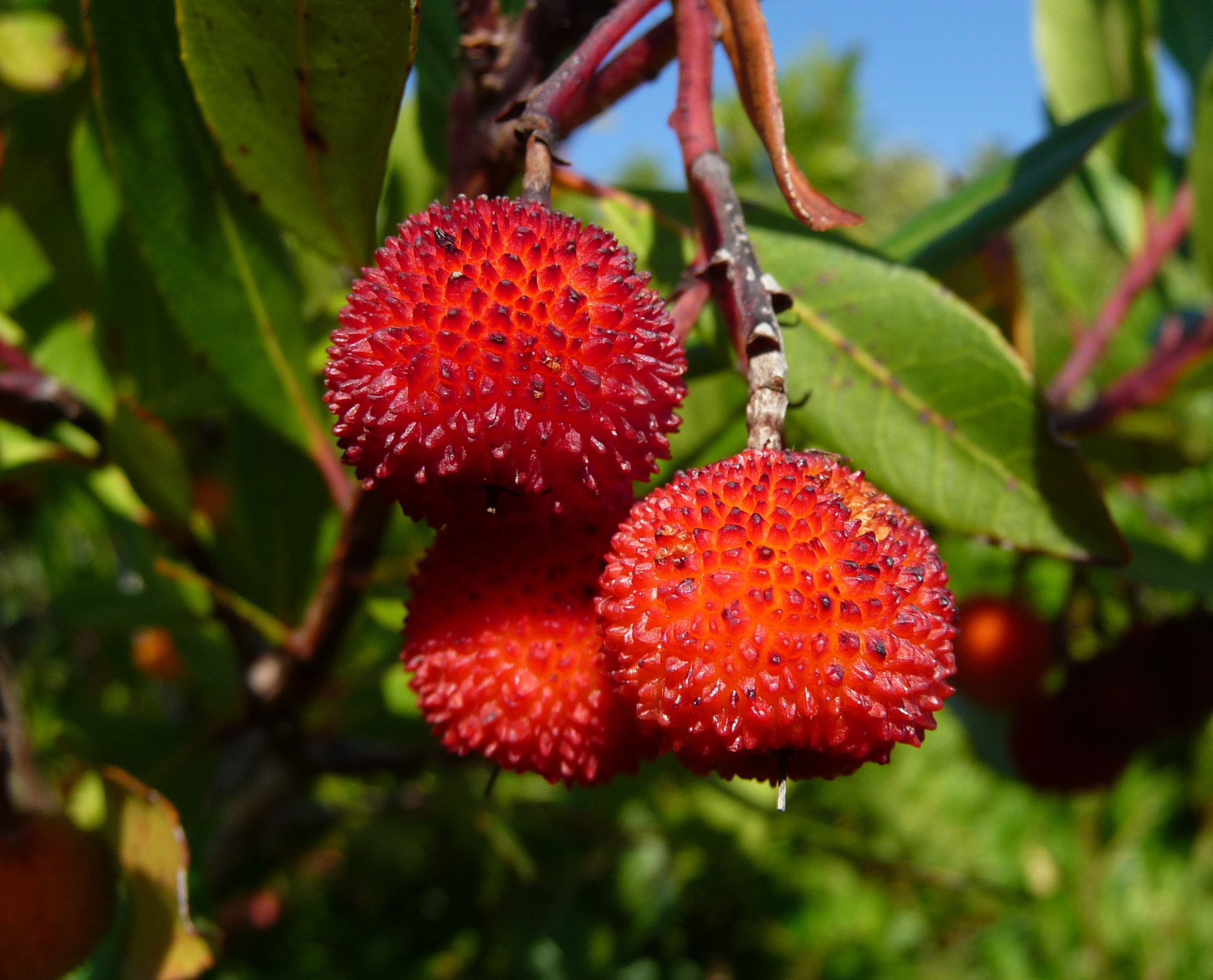
Termése
Ábrázolása Madrid címerében